# Працюючі мами
«Працюючі мами» (англ. Workin' Moms) — канадський комедійний драматичний серіал, створений Кетрін Райтман. Прем'єра першої серії відбулася 10 січня 2017 року на телеканалі CBC Television. Головні ролі виконують Кетрін Райтман, Джессалін Ванлім, Дані Кінд та Джуно Рінальді.

## Сюжет
У Торонто, після отримання декретної відпустки, Кейт, Енн, Френкі та Дженні продовжують свою професійну діяльність, таким чином узгоджуючи своє життя матері та жінки, регулярно збираючись у групу підтримки, де вони обговорюють власний або спільний досвід, обговорюючи свої труднощі, їхні запитання, їхні очікування, їх бажання або навіть подружнє життя. Вони постають перед труднощами бути активною жінкою у суспільстві та світі праці, звички яких переважно патріархальні, поєднуючи при цьому соціальне життя, сімейне життя та подружнє життя.

## У ролях
| Актор            | Роль                  |
| ---------------- | --------------------- |
| Кетрін Райтман   | Кейт Фостер           |
| Дані Кінд        | Енн Карлсон           |
| Джуно Рінальді   | Френкі Койн           |
| Джессалін Ванлім | Дженні Метьюз         |
| Енука Окума      | Слоун Мітчелл         |
| Сара МакВі       | Валері «Вал» Шалінскі |
| Філіп Стернберг  | Нейтан Фостер         |
| Раян Бельвіль    | Лайонел Карлсон       |
| Сейді Монро      | Еліс Карлсон          |
| Денніс Андрес    | Ієн Метьюз            |

## Епізоди
| Сезон | Епізоди | Епізоди | Оригінальний показ | Оригінальний показ |
| Сезон | Епізоди | Епізоди | Перший показ       | Останній показ     |
| ----- | ------- | ------- | ------------------ | ------------------ |
| 1     | 13      | 13      | 10 січня 2017      | 4 квітня 2017      |
| 2     | 13      | 13      | 19 грудня 2017     | 10 квітня 2018     |
| 3     | 13      | 13      | 10 січня 2019      | 21 березня 2019    |
| 4     | 8       | 8       | 18 лютого 2020     | 7 квітня 2020      |
| 5     | 10      | 10      | 16 лютого 2021     | 13 квітня 2021     |
| 6     | 13      | 13      | 4 січня 2022       | 12 квітня 2022     |
| 7     | 13      | 13      | 3 січня 2023       | 28 березня 2023    |